# Guerra de las Planicies Centrales
La Guerra de las Planicies Centrales (en chino tradicional, 大战 中原; en chino simplificado, 大战 中原; pinyin, Zhongyuan Dàzhàn) fue una guerra civil que dividió al Guomindang (Wade-Giles, Kuomintang, KMT), y que estalló en 1930. Enfrentó a las fuerzas de Chiang Kai-shek (pinyin, Jiang Jieshi) con las de la coalición de tres comandantes militares, que previamente se habían aliado con Chiang, integrándose teóricamente en el Guomindang: Yan Xishan, Feng Yuxiang, y Li Zongren. Los combates se extendieron por las llanuras centrales de China, de donde tomaron el nombre. 
Durante la consolidación del poder por el Guomindang en la Expedición del Norte de 1927-1928, Chiang había forjado alianzas con los ejércitos de los caudillos militares Yan, Feng y Li. Pero pronto se estropearon, dando lugar a una guerra que casi acaba con el gobierno nacionalista de Chiang y costó más de trescientas mil bajas. Pero la victoria de Chiang le permitió consolidar aún más el poder como el caudillo indiscutible de la mayor parte de China.

## Antecedentes

### El ascenso de Chiang Kai-shek
En comparación con otros altos funcionarios del partido como Hu Hanmin y Wang Jingwei, Chiang Kai-shek era un funcionario menor del Guomindang (KMT). Comenzó a ascender en 1917 en el gobierno rebelde de Guangzhou gracias a talento militar. La suerte de Chiang mejoró decisivamente en 1923 cuando, alzado Chen Jiongming contra Sun Yat-sen en Guangzhou, Chiang le ayudó a abandonar la provincia, ganándose su confianza.
Tras la muerte de Sun en 1925 surgieron las facciones en el Guomindang. La lucha por el poder entre Chiang y Wang Jingwei dividió al KMT. Chiang utilizó su influencia como comandante de la Academia Militar de Whampoa para imponerse a Wang, que se vio obligado a abandonar el país un par de años, derrotado. En 1926, Chiang fue elegido comandante del Ejército Nacional Revolucionario y puso en marcha la Expedición al Norte para reunificar el país.
La expedición fue un éxito aparente, lográndose la derrota de importantes caciques militares y obteniéndose la sumisión de los restantes. Al final de la expedición, el Ejército Nacional Revolucionario se organizó en cuatro grupos de ejército
El primero fue el de la camarilla de Whampoa que agrupaba a los partidarios de Chiang. El segundo y más importante, el Guominjun del caudillo militar del noroeste, Feng Yuxiang. El tercero englobaba las tropas de la camarilla de Shanxi encabezada por Yan Xishan. El cuarto lo formaban las fuerzas del señor de Guangxi, Li Zongren. En octubre de 1928, Chiang fue elegido presidente del Gobierno Nacional por el Comité Ejecutivo Central del KMT.

## Preludio a la guerra

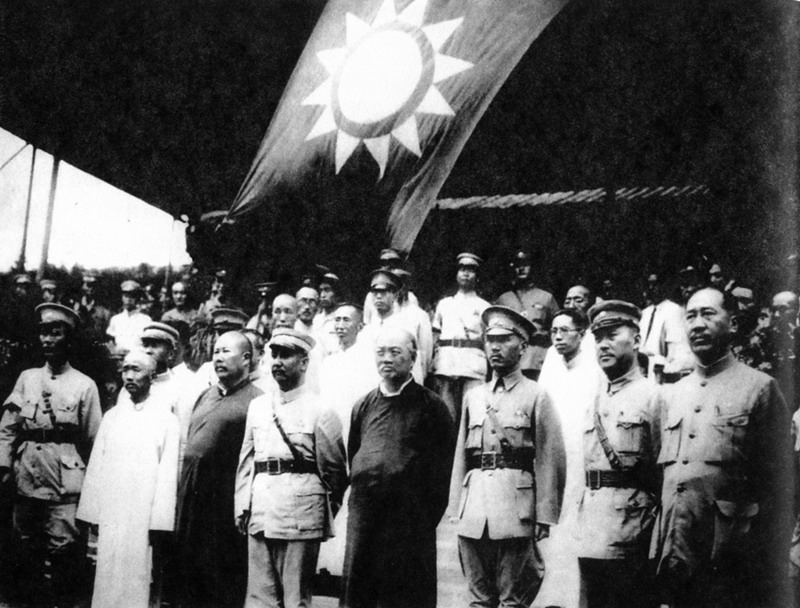
Celebración por el éxito de la Expedición al Norte en 1928 ante el mausoleo de Sun Yatsen en Pekín. La expedición supuso la unificación teórica del país, pero mantuvo el poder de muchos caciques militares, que se integraron con sus tropas en el Guomindang.

En diciembre de 1928, Zhang Xueliang, señor de Manchuria tras la muerte de su padre, declaró su sometimiento al gobierno nacionalista, completándose el llamado Reemplazo de la bandera del Nordeste (reunificación del país). El objetivo de la Expedición al Norte, la unificación de China, se había logrado en apariencia. 
Pero esta unificación nominal fue pronto puesta en entredicho. Cuando surgió el asunto de la reorganización del ejército en una conferencia militar en 1929, el hecho de que pudieran alterarse las fuerzas regionales existentes de las camarillas aumentó rápidamente la tensión entre el gobierno central y los caciques regionales.
Li Zongren, Bai Chongxi y Huang Shaohong de la camarilla de Guangxi rompieron relaciones con Chiang en marzo de 1929. El Gobierno los expulsó del partido el 27 del mes. Así comenzó el enfrentamiento entre el Gobierno central y las camarillas militares provinciales. En mayo, Feng Yuxiang, que controlaba las provincias del Noroeste, se enfrentó también con Chiang. 
En noviembre, de vuelta el Guangxi, Li Zongren emitió una declaración conjunta con Wang Jingwei, dirigente de una facción izquierdista en el Guomindang rival de la de Chiang, en contra de este. Li y Bai y Huang formaron un ejército independiente en su provincia que en enero de 1930 trató en vano de conquistar Cantón.
En diciembre, Tang Shengzhi y Zhang Fakui anunciaron su apoyo a la coalición anti-Chiang. Las unidades de este último participaron en la fallida marcha contra Cantón de enero de 1930. El Gobierno nacionalista en Nankín procedió entonces a expulsar a Wang Jingwei del partido en marzo de 1930, como respuesta a la formación de la alianza contra Chiang. Esta se trasladó a Pekín —entonces llamada Beiping— para establecer allí un Gobierno del rival de los disidentes del KMT.
En febrero de 1930, Yan Xishan, caudillo de la camarilla de Shanxi, exigió la renuncia de Chiang, a lo que este se negó. Más tarde ese mismo mes, Yan fue elegido comandante en jefe de la coalición, mientras que Feng, Li y Zhang Xueliang fueron nombrados lugartenientes. En abril, todos ellos prestaron juramento de sus cargos excepto Zhang, que no había tomado bando a pesar del ofrecimiento de los rebeldes.

## La rebelión musulmana en Gansu

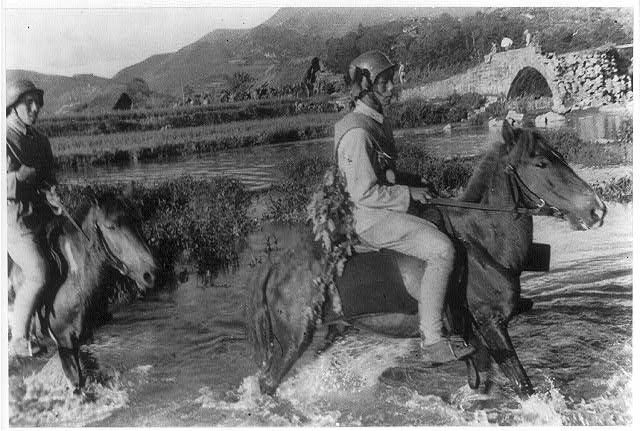
Caballería musulmana del general Ma Bufang, favorable al Gobierno de Chiang, que combatió contra el Guominjun de Feng Yuxiang en el noroeste.

En la primavera de 1928 estalló una revuelta encabezada por Ma T'ing-hsiang entre el pueblo hui de la provincia de Gansu en contra del Guominjun de Feng Yuxiang.
Ma Zhongying, comandante hui, llevó a cabo tres ataques contra las fuerzas de Feng en Hezhou y, al año siguiente, viajó a Nankín, juró fidelidad al Guomindang, asistió a la Academia Militar de Whampoa y fue ascendido a general.
El Guomindang alentó la revuelta de la población musulmana y mongol contra los caudillos militares Feng Yuxiang y Yan Xishan. La revuelta terminó con la promesa de lealtad de todos los caudillos militares musulmanes como Ma Qi, Ma Lin y Ma Bufang al gobierno del Guomindang, tras lograr la derrota del Guominjun.

## Los preparativos
La coalición opuesta a Chiang realizó una ofensiva múltiple contra el gobierno nacionalista. En el sur Li Zongren, que dirigía las tropas de Guangxi, penetró en Hunan y avanzó hacia Wuhan. Feng Yuxiang dirigió el Ejército del Noroeste, desde Henan hacia la provincia de Shandong, preparándose para atacar Xuzhou y Wuhan. Yan Xishan, al mando del ejército de Shanxi, colaboró con el Ejército del Noroeste en Shandong en su avance hacia Xuzhou y se preparó asimismo para marchar por ferrocarril hacia Nankín.
Por parte de Chiang Kai-shek, Han Fuqu recibió el encargo de defender la ribera sur del río Amarillo frente al ejército de Shanxi y el Ejército Central, al mando de Liu Zhi, fue enviado a Xuzhou para su defensa.

## Los combates

Mapa de los territorios de los caudillos militares rebeldes y de la zona controlada directamente por el Guomindang de Chiang Kai-shek durante la guerra, junto con los territorios de los demás caciques militares.

El enfrentamiento estalló a mediados de mayo. Los combates principales se libraron en el norte en las provincias de Henan y Shandong, mientras que en el sur se combatió principalmente en el área de Yuezhou, Changsha y en la provincia de Hunan.
Al principio, con la ayuda de la fuerza aérea, el Ejército Central lanzó varias ofensivas importantes. Sin embargo, el Ejército del Noroeste, el principal de la coalición rebelde, aplastó a Chen Cheng y a las fuerzas de Chiang en Gansu a finales de mayo, El propio Chiang estuvo a punto de ser capturado durante una visita de inspección al frente.  
Pero el Ejército del Noroeste no pudo sacar provecho de esta victoria al no recibir a tiempo el apoyo del ejército de Shanxi. Esto le llevó a pasar a la defensiva. A continuación, en Kaifeng, logró repeler los ataques de las fuerzas de Chiang, y casi consiguió rodearlas.
En el sur, las fuerzas coligadas de la camarilla de Guangxi y Zhang Fakui trataron de conquistar Hunan y Wuhan, y obtuvieron algunas victorias a principios de mayo. Después de verse obligados a detener su avance por el ataque en su flanco derecho de fuerzas cantonesas, que los derrotaron en Hungchiao y los obligaron a retornar a Guangxi.
En agosto, el ejército de Shanxi y el Ejército del Noroeste mantuvieron un duro enfrentamiento con las fuerzas de Chiang en su ataque a Xuzhou. Las pérdidas para ambas partes sumaron más de doscientas mil bajas. El Ejército del Noroeste no recibió a tiempo el apoyo de su aliado de Shanxi y no alcanzaron la victoria. El ejército de Shanxi se retiró de Jinan, sufriendo fuertes pérdidas al cruzar el Río Amarillo.
Mientras tanto, en el sur, las fuerzas del gobierno lograron cortar la retaguardia del ejército de Guangxi después de que este capturase Yueyang, obligándole a replegarse de nuevo a Guangxi para no quedar aislado de sus bases.
Mientras en Shandong, los rebeldes de Shanxi conseguían capturar Jinan el 25 de junio, en el sur el gobierno derrotaba a los rebeldes de Guangxi en Hunan. El gobierno de Nankín decidió entonces lanzar una gran contraofensiva en Shandong. Desembarcando en Qingdao las fuerzas de Chiang recuperaron Jinan el 15 de agosto. Los ejércitos de Chiang se agruparon entonces en las provincias de Gansu y Shaanxi y lanzaron la ofensiva final contra el Ejército del Noroeste entre el final de agosto y principios de septiembre.
El 18 de septiembre de 1930 Zhang Xueliang declaró su apoyo a Chiang Kai-shek. Dos días después, el ejército del noreste de Zhang cruzó el Paso Shanhai, hundiéndose casi de inmediato la resistencia de los restos de la coalición. El ejército de Shanxi se retiró al norte del río Amarillo mientras que el Ejército del Noroeste era totalmente derrotado. El 4 de noviembre, Yan Xishan y Feng Yuxiang anunciaron su retiro. Yan huyó a Tianjin, y las tropas de Feng fueron absorbidas por Zhang.

## Consecuencias
La Guerra de las Planicies Centrales fue el mayor enfrentamiento dentro del Guomindang desde comienzos de la Expedición al Norte. Muchas provincias se vieron afectadas y entre ambos bandos participaron más de un millón trescientos mil soldados, que sufrieron más de trescientas mil bajas. Como resultado, el gobierno de Nankín estuvo a punto de caer en la bancarrota. Las tropas que se habían enviado a destruir al Ejército Rojo hubieron de destinarse a combatir la rebelión, lo que impidió a Chiang llevar a cabo su plan para exterminar al Partido Comunista Chino.
Después del traslado del Ejército del Noreste a la China central la defensa de Manchuria quedó notablemente debilitada, facilitando indirectamente la agresión de Japón, que comenzó con el incidente de Mukden. 
Desde un punto de vista más general la contienda mostró la debilidad de la unificación del país lograda por el Gobierno nacionalista. El Guomindang no había podido resolver los conflictos entre el Gobierno central y los caudillos regionales a través de métodos políticos y tuvo que recurrir a medidas militares para tratar de acabar con su poder. 
A pesar de que Chiang Kai-shek, que representaba al Gobierno central, logró la victoria en la contienda, los métodos que hubo de utilizar, incluyendo el soborno de los subordinados de la oposición, no fueron siempre eficaces. No hizo nada para consolidar la unidad entre las camarillas del partido. El incidente de Xi'an de 1936 y la derrota de las fuerzas del Guomindang en la guerra civil china contra los comunistas mostraron nuevamente la persistencia de estos conflictos dentro de las fuerzas nacionalistas.